# Sopot (Polen)
Sopot (['sɔpɔt]; Duits: Zoppot, Kasjoebisch: Sopòtë) is een stad in Polen aan de Oostzee en samen met de plaatsen Gdańsk en Gdynia gelegen in een agglomeratie die Driestad ofwel Trójmiasto wordt genoemd. De stad heeft 37.089 inwoners (2016).
Sopot is een populaire badplaats en toeristenbestemming. De Molo (pier) is met 515,5 m de langste houten pier van Europa.
Aan de rand van de stad bevindt zich een bos met in het midden de Opera Leśna waar jaarlijks het Festival van Sopot plaatsvindt. Diverse Internationale artiesten hebben er opgetreden zoals The Shorts, Whitney Houston, Boney M en Demis Roussos.

## Geschiedenis
Het vissersdorp Sopot werd voor het eerst genoemd in 1283. Het dorp bestond sinds die tijd uit een meerderheid van Kasjoeben en een Duitse minderheid. Bij de Vrede van Thorn (1466) kwam het bij Polen. Het had een nauwe band met Gdańsk (Danzig). Na in de Poolse Successieoorlog (1733) te zijn verwoest, was de plaats tot het midden van de 18e eeuw verlaten. Bij de Eerste Poolse Deling (1772) kwam Sopot aan Pruisen, in welk land het tot de provincie West-Pruisen behoorde. Duitsland moest deze provincie in overeenstemming met het Verdrag van Versailles in 1920 vrijwel geheel afstaan. Sopot behoorde sindsdien als stadsdistrict tot de vrije stad Danzig, die in 1939 weer door Duitsland werd geannexeerd. In 1945 werd de stad deel van Polen en werd het Duitse bevolkingsdeel verdreven of gedood.

## Verkeer en vervoer
- Station Sopot Kamienny Potok
- Station Sopot Wyścigi

## Demografie
aantal inwoners:
- 1819 - 350
- 1842 - 937
- 1874 - 2 800
- 1900 - 11 800
- 1914 - 17 400
- 1919 - 18 400
- 1933 - 30 800
- 1947 - 26 900
- 1950 ?
- 1970 - 44 000
- 1975 - 47 700
- 1980 - 51 700
- 1990 - 51 300
- 1995 - 46 700
- 1998 - 43 000
- 2000 - 41 432
- 2007 - 37 344
- 2011 - 38 584
- 2020 - 35 286

## Stedenbanden
- Frankenthal (Palts) - Duitsland

## Galerij

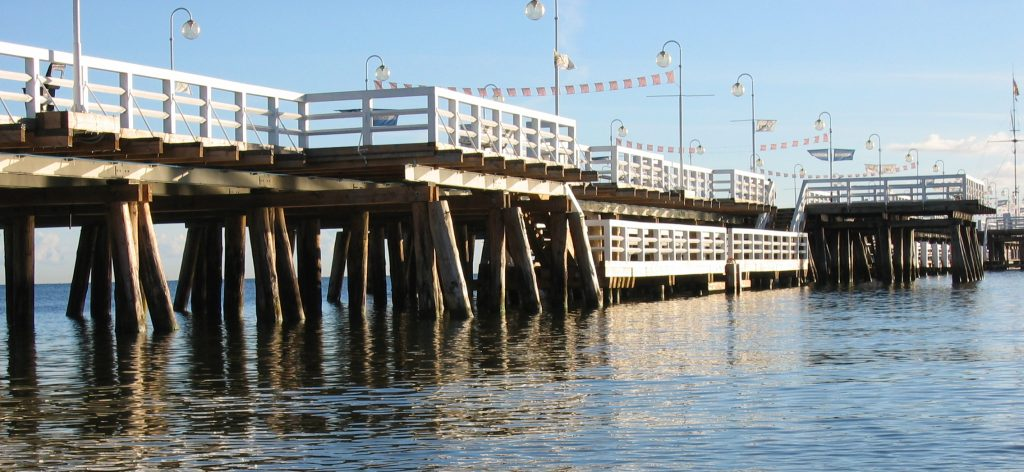
De langste houten pier van Europa in Sopot
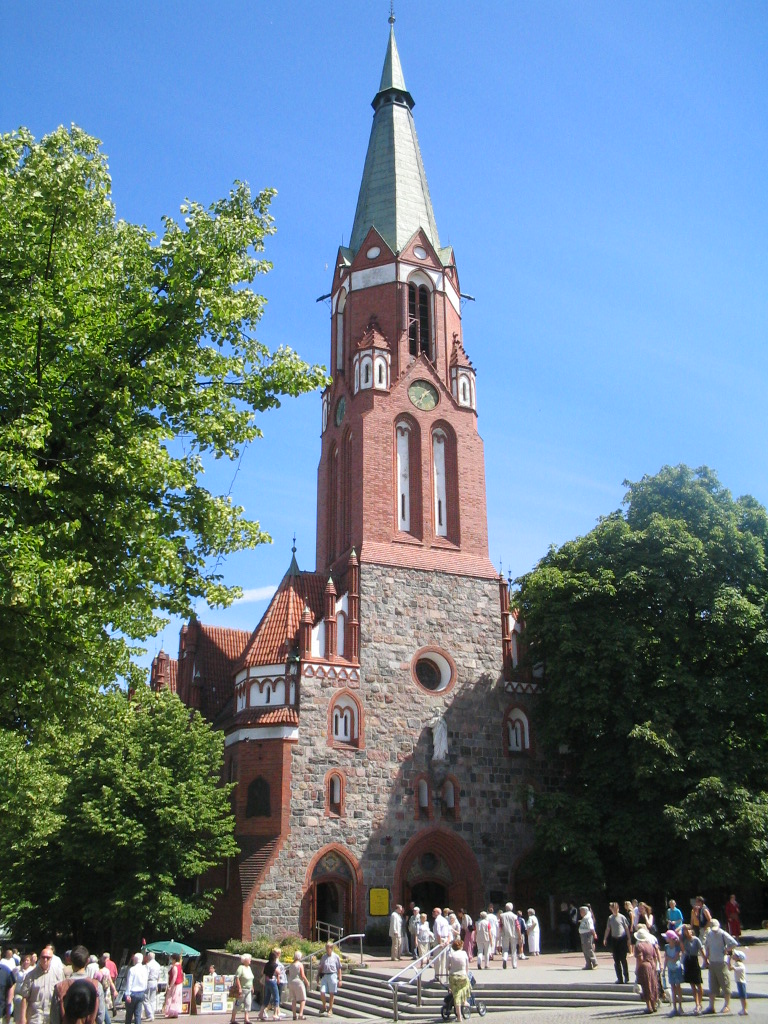
Kathedraal
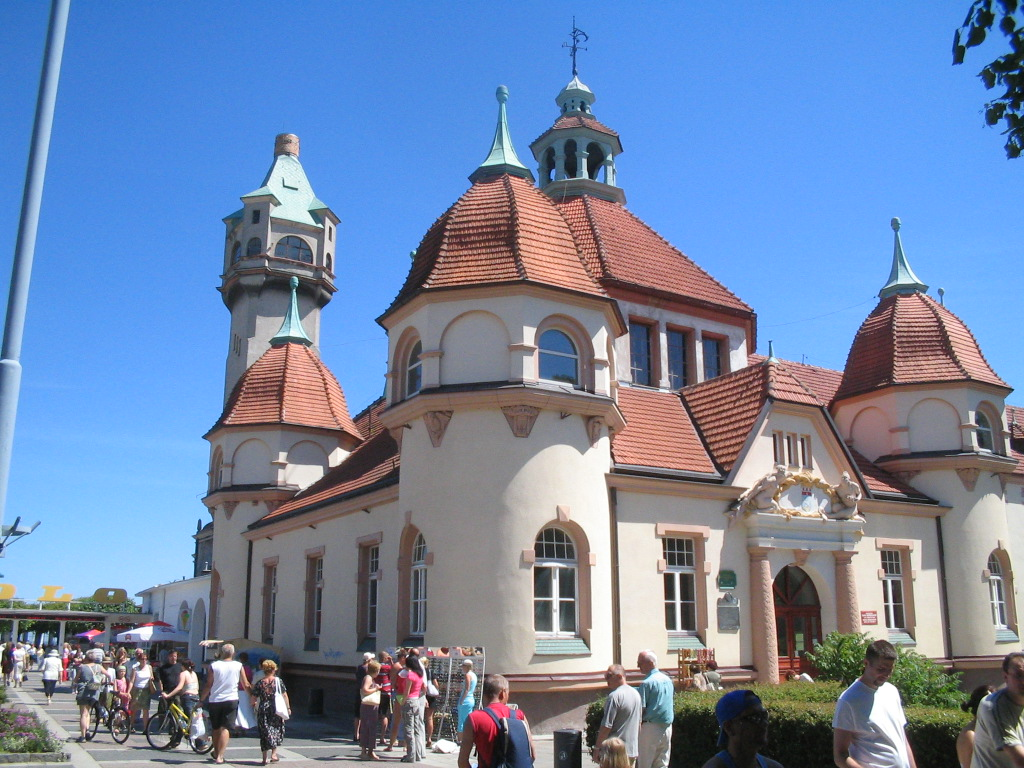
Vuurtoren
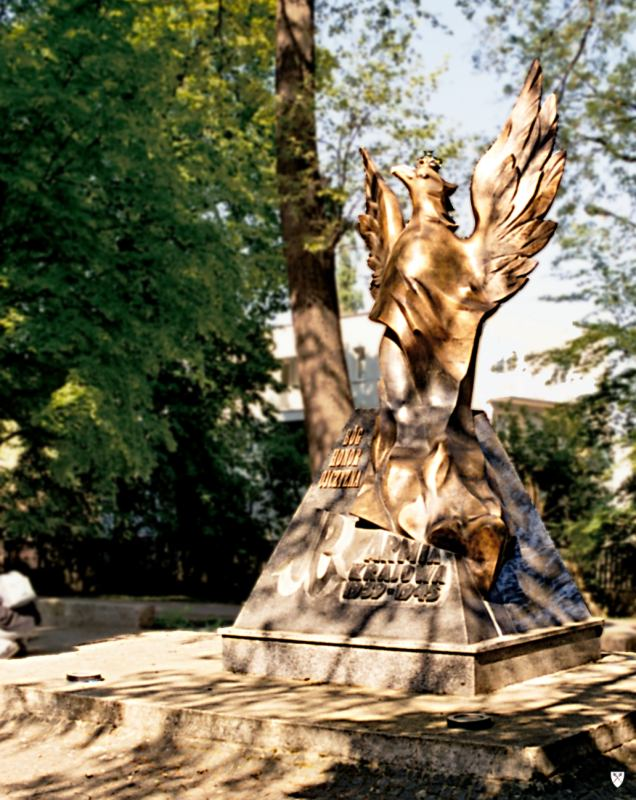
Gedenkteken voor de Armia Krajowa
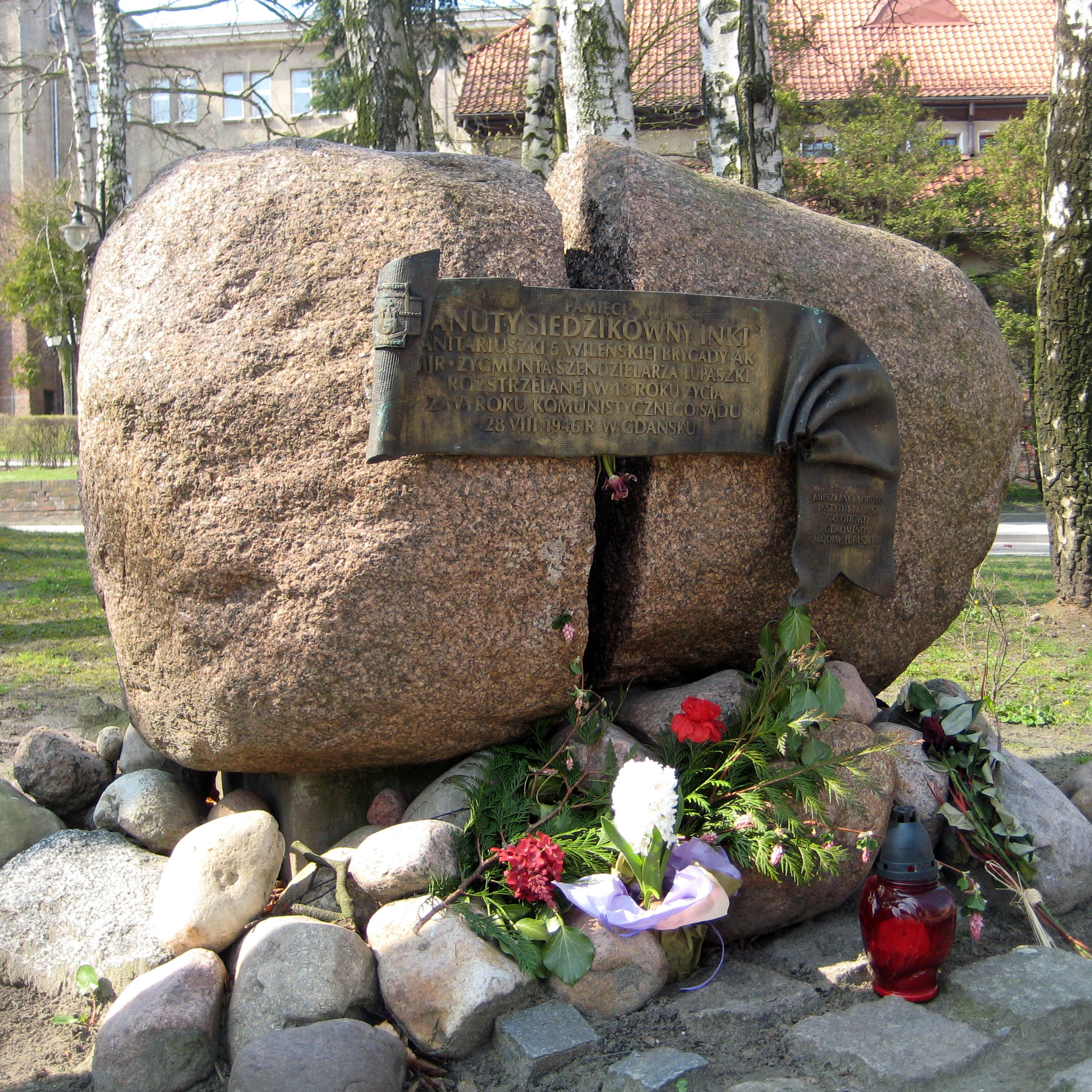
Gedenksteen voor Danuta Siedzikówna, een Pools verzetsstrijdster

## Geboren in Sopot
- Klaus Kinski (1926-1991), acteur